# Dieter Fischer (Schauspieler)

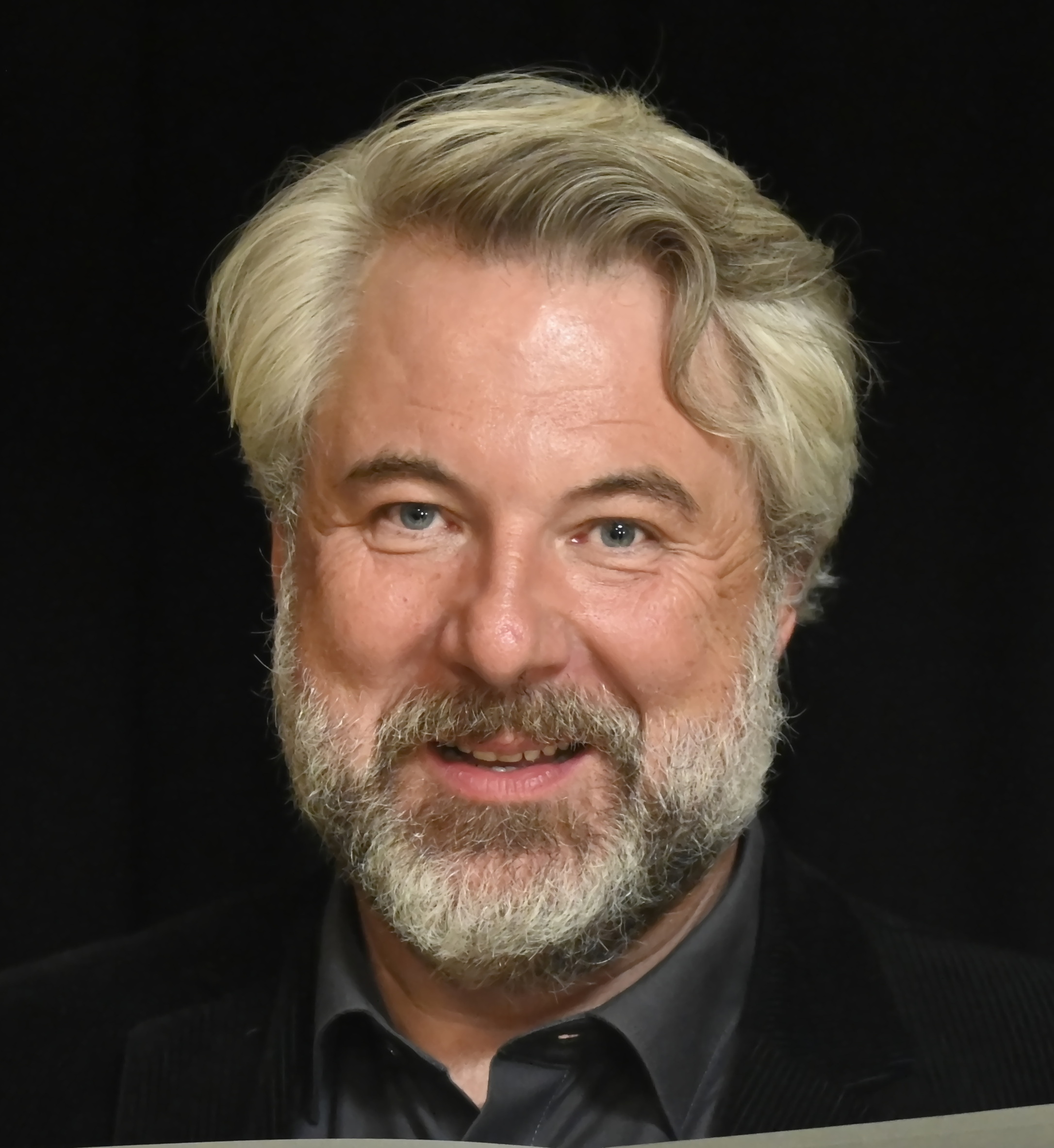
Dieter Fischer, 2023

Dieter Fischer (* 31. März 1971 in Freising) ist ein deutscher Fernseh- und Theaterschauspieler.

## Leben
Dieter Fischer war ab 1999 am Theater in Landshut engagiert. Ab 2005 ist er regelmäßig im Komödienstadel zu sehen. Seit 2007 ist er des Öfteren in der Fernsehserie Die Rosenheim-Cops zu sehen, zunächst nur in wenigen Gastauftritten, seit 2011 aber in der Hauptrolle als Kriminalhauptkommissar Anton Stadler.
Nach Nebenrollen in verschiedenen Fernsehserien betraute ihn Franz Xaver Bogner mit der Titelrolle in der Fernsehserie Der Kaiser von Schexing. Fischer verkörpert den Bürgermeister Andreas Kaiser in der fiktiven bayrischen Gemeinde Schexing. In dieser Rolle gibt er einen mit seinem Vater verkrachten Großbauernsohn, der von Mitarbeitern der Stadtverwaltung als Bürgermeister in seine Heimatstadt zurückgeholt wird. Er entpuppt sich dann allerdings als eher barocker Bürgermeister, der die kleinen Intrigen der Verwaltungsmitarbeiter souverän für seine eigenen Ideen nutzt.

## Fernsehen (Auszug)
- 2005–2010: Apollonia (Fernsehserie, 2 Folgen)
- 2005–2024: Der Komödienstadel
  - 2005: Kuckuckskind (als Hias)
  - 2006: Der Prämienstier (als Grabner)
  - 2007: Dottore d’Amore (als Heinze Nockerl)
  - 2007: Das Cäcilienwunder (als Luitpold Stachler)
  - 2007: Die Versuchung des Aloysius Federl (als Aloysius Federl, genannt Lois)
  - 2008: Pension Schaller (als Wilhelm Schaller)
  - 2008: G’suacht und G’fundn (als Bürgermeister)
  - 2009: Glenn Miller & Sauschwanzl (als Jackl Bachmeier)
  - 2010: Duttenfeiler (als Ambros Prechtl, Pfarrer)
  - 2011: A Flascherl vom Glück (als Ludwig 'Wigg' Maierhofer)
  - 2012: Die fromme Helene (als Hans Steiger, Wirt)
  - 2013: Allein unter Kühen (als Mathias Höllriegl)
  - 2014: Wenn’s lafft, dann lafft's (als Raimund Brandstätter, Trödelhändler)
  - 2015: Der fast keusche Josef (als Wolfgang Josef Raublinger)
  - 2016: Göttinnen weißblau (als Franz Thalmeier)
  - 2018: Odel Verpflichtet (als Quirin Großschädel)
  - 2019: Der Unschuldsengel (als Herr Engel)
  - 2022: Das Orakel von Ramersdorf (als Ludwig Bruckmeier)
  - 2023: Ach du lieber Gott (als Andreas Reitmeier)
  - 2024: A Wiesn Gschicht (als Titus Thalhammer)
- 2006: München 7 (Fernsehserie, 1 Folge)
- 2006: Gipfelsturm
- 2007/2010: Die Rosenheim-Cops (Fernsehserie, 2 Folgen)
- 2007: Stadt, Land, Mord! (Fernsehserie, 1 Folge)
- 2007: Polizeiruf 110 (Fernsehserie, 1 Folge)
- 2008: Tatort: Der oide Depp
- 2008–2011: Der Kaiser von Schexing (Fernsehserie, 35 Folgen, Regie: Franz Xaver Bogner)
- 2009: Hitler vor Gericht
- 2010: Tulpen aus Amsterdam
- seit 2011: Die Rosenheim-Cops (Fernsehserie, als Anton Stadler)
- 2011: Familie für Fortgeschrittene
- 2011: Hubert und Staller (Fernsehserie, 1 Folge)
- 2012: Franzi (Fernsehserie, 1 Folge)
- 2015: Ein Sommer in... Griechenland (Fernsehfilmreihe, 1 Folge)
- 2015: Monaco 110 (Fernsehserie, 1 Folge)
- 2015: Hubert und Staller: Walzverhalten (Fernsehserie, Staffel 5 Folge 3, als Bernd Geiger)
- 2017: Weissblaue Geschichten (Fernsehserie, 1 Folge)
- 2018: Frühling (Fernsehserie, 1 Folge)
- 2018: Wenn Kraniche fliegen (als Bauer Schneidiger)
- 2020: München Laim (Fernsehserie, 1 Folge)

## Hörspiele
- 2015: Tom Hillenbrand: Rotes Gold – Regie: Martin Engler (Kriminalhörspiel – DKultur)
- 2016: Franz Kafka: Das Schloss, Hörspiel in 12 Teilen. Rolle: Lasemann. Idee und Regie: Klaus Buhlert, BR Hörspiel und Medienkunst, als Podcast/Download im BR Hörspiel Pool.[2]

## Auszeichnungen

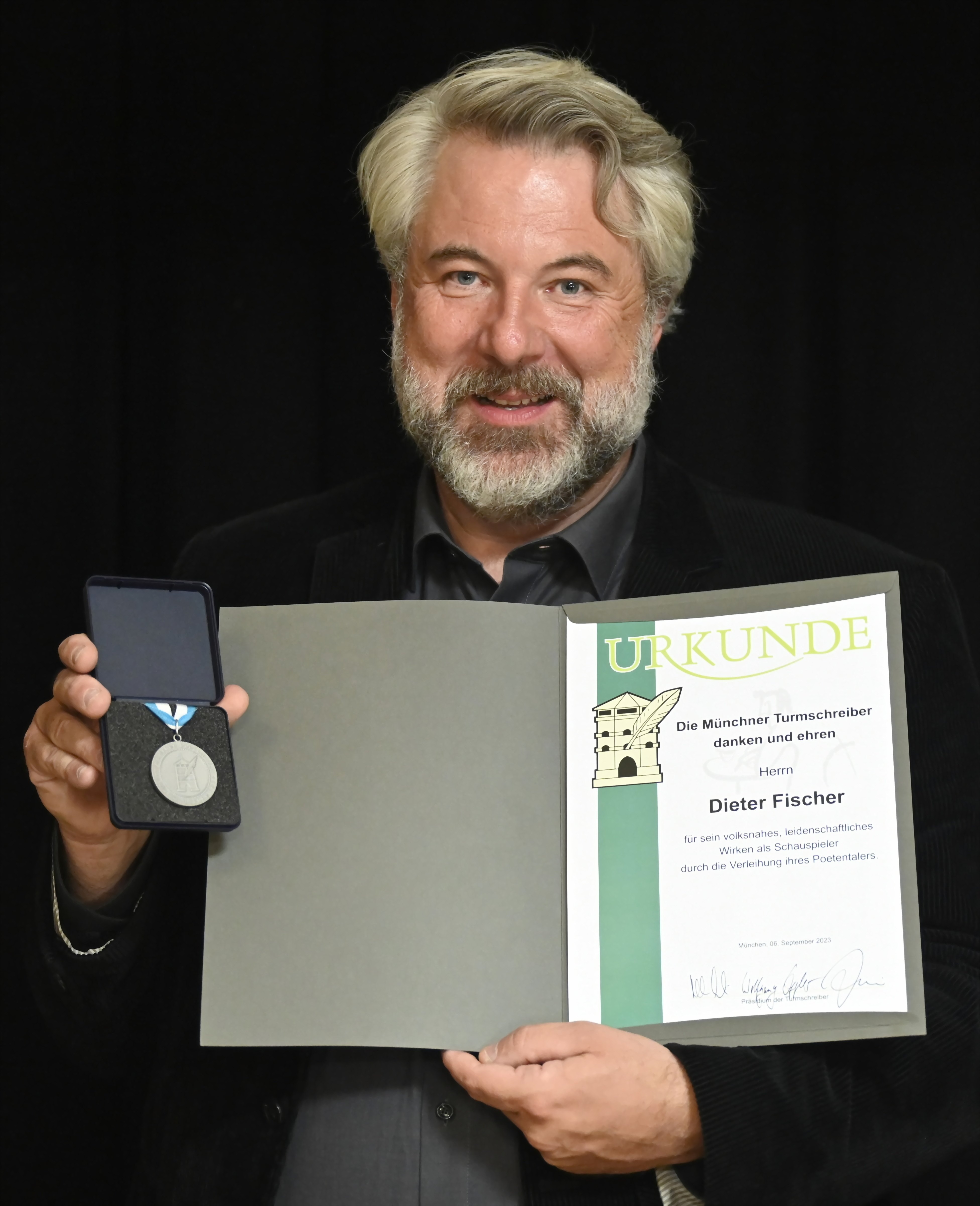
Dieter Fischer mit dem Bayerischen Poetentaler

- 2005: Bayerischer Kunstförderpreis für Darstellende Kunst
- 2023: Bayerischer Poetentaler